# Geestland
Geestland è una città tedesca della Bassa Sassonia, appartenente al circondario di Cuxhaven.

## Storia
Il comune di Geestland venne creata il 1º gennaio 2015 dalla fusione della città di Langen con gli otto comuni della Samtgemeinde Bederkesa (Bad Bederkesa, Drangstedt, Elmlohe, Flögeln, Köhlen, Kührstedt, Lintig e Ringstedt).